# Perthiola moringae
Perthiola moringae är en stekelart som först beskrevs av T.C. Narendran 2003.  Perthiola moringae ingår i släktet Perthiola och familjen finglanssteklar. Inga underarter finns listade i Catalogue of Life.